# Władimir Sudiec
Władimir Aleksandrowicz Sudiec (ros. Владимир Александрович Судец; ur. 10 października?/23 października 1904 w Jekaterynosławiu, zm. 6 maja 1981 w Moskwie) – radziecki dowódca wojskowy, marszałek lotnictwa ZSRR (1955), szef Sztabu Generalnego i zastępca dowódcy Sił Powietrznych, dowódca Wojsk Obrony Przeciwlotniczej Kraju – zastępca ministra obrony ZSRR (1962–1966), deputowany do Rady Najwyższej ZSRR 6. kadencji (1962–1966), Bohater Związku Radzieckiego (1945), Narodowy Bohater Jugosławii (1964) i Bohater Mongolskiej Republiki Ludowej (1971).

## Życiorys
Urodził się 23 października 1904 w Jekaterynosławiu, w rodzinie robotniczej. Ukończył 7 klas szkoły powszechnej, a następnie pracował w fabryce w Zaporożu. Od 1924 członek RKP(b)/KPZR. W 1925 wstąpił do Armii Czerwonej. W 1927 ukończył Wojskowe Technikum Lotnicze, a w 1929 szkołę lotniczą. W 1933 ukończył kursy doskonalące dla dowódców w Wojskowej Akademii Lotniczej.
W latach 1933–1937 służył w Mongolskiej Republice Ludowej jako instruktor-doradca dowódcy Brygady Lotnictwa Mongolskiej Ludowej Armii Rewolucyjnej, dowodził radziecką grupą lotniczą. W 1936 brał udział w walkach z siłami antykomunistycznymi na terytorium Mongolii i Chin oraz z wojskami japońskimi w rejonie jeziora Buirajonur.
Uczestnik wojny zimowej z Finlandią. Od lutego do marca 1940 był pomocnikiem dowódcy 27 Brygady Lotnictwa Bombowego. Odbył 14 lotów bojowych na samolocie TB-3.
Od sierpnia 1941 walczył na froncie wschodnim. Dowodził 51 Armią, a następnie wojskami lotniczymi Nadwołżańskiego Okręgu Wojskowego i 1 Korpusem Lotnictwa Bombowego. Od marca 1943 do końca II wojny światowej był dowódcą 17 Armii Lotniczej.
Za umiejętne dowodzenie armią lotniczą w operacjach wojsk radzieckich w latach 1943–1945 oraz osobiste męstwo i odwagę, dekretem Prezydium Rady Najwyższej ZSRR z 28 kwietnia 1945 został uhonorowany tytułem Bohatera Związku Radzieckiego z jednoczesnym wręczeniem Orderu Lenina.
Po zakończeniu działań wojennych został mianowany szefem Sztabu Generalnego i zastępcą dowódcy Sił Powietrznych. W 1950 ukończył studia w Akademii Wojskowej Sztabu Generalnego, a w 1955 został awansowany na marszałka lotnictwa. W latach 1955–1962 był dowódcą Lotnictwa Dalekiego Zasięgu, a w latach 1962–1966 dowódcą Wojsk Obrony Przeciwlotniczej Kraju – zastępcą ministra obrony ZSRR. Od 1966 w Grupie Generalnych Inspektorów Ministerstwa Obrony ZSRR.
W latach 1961–1966 kandydat na członka Komitetu Centralnego KPZR, a w latach 1962–1966 deputowany do Rady Najwyższej ZSRR 6. kadencji.
Zmarł 6 maja 1981 w Moskwie i został pochowany w Alei Bohaterów na Cmentarzu Nowodziewiczym, na jego grobie wzniesiono pomnik.

## Awanse
- gen. mjr lotnictwa 03 czerwca 1942
- gen. por. lotnictwa 17 marca 1943
- gen. płk lotnictwa 25 marca 1944
- marszałek lotnictwa 11 marca 1955

## Odznaczenia
- Medal „Złota Gwiazda” Bohatera Związku Radzieckiego (28 kwietnia 1945)
- Order Lenina – czterokrotnie
- Order Rewolucji Październikowej
- Order Czerwonego Sztandaru – pięciokrotnie
- Order Suworowa I klasy
- Order Kutuzowa I klasy
- Order Suworowa II klasy
- Order Czerwonej Gwiazdy
- Order Za Służbę Ojczyźnie w Siłach Zbrojnych ZSRR III stopnia
- Order Narodowego Bohatera Jugosławii (1964, Jugosławia)
- Order Partyzanckiej Gwiazdy I klasy (Jugosławia)
- Bohater Mongolskiej Republiki Ludowej (1971, Mongolia)
- Order Suche Batora (1971, Mongolia)
- Order Czerwonego Sztandaru – dwukrotnie (Mongolia)
- Order Flagi Węgierskiej Republiki Ludowej z brylantami I klasy (Węgry)